# 水循環政策本部
水循環政策本部（みずじゅんかんせいさくほんぶ）は、日本の内閣に設置されている組織。

## 設置根拠
2014年に制定された水循環基本法に基づき、水循環に関する施策を集中的かつ総合的に推進するため設置された。

## 構成
- 本部長
  - 内閣総理大臣 - 石破茂
- 副本部長
  - 内閣官房長官 - 林芳正
  - 水循環政策担当大臣 - 中野洋昌

### 水循環施策の推進に関する有識者会議
- 座長 - 沖大幹（東京大学大学院工学系研究科教授）
  - 角田秀樹（千葉県県土整備部河川環境課長）
  - 笹川みちる（特定非営利活動法人雨水市民の会・理事）
  - 指出一正（株式会社sotokoto online代表取締役、ソトコト編集長）
  - 滝沢智（東京大学大学院工学系研究科教授）
  - 武山絵美（愛媛大学大学院農学研究科教授）
  - 立川康人（京都大学大学院工学研究科教授）
  - 辻村真貴（筑波大学生命環境系教授）
  - 古米弘明（東京大学大学院工学系研究科教授）
  - 吉冨友恭（東京学芸大学環境教育研究センター教授）